# Nekromantheon
Nekromantheon ist eine norwegische Thrash-Metal-Band aus Kolbotn, die im Jahr 2005 gegründet wurde.

## Geschichte
Die Band wurde im Sommer 2005 vom Gitarristen Arild „Arse“ Myren Torp und dem Schlagzeuger Christian „Kick“ Holm gegründet. Der Bandname stammt von Torp nach einer Reise nach Griechenland: Der Bandname bedeutet in etwa „Tempel der Toten“ und bezieht sich auf einen Tempel in Parga. Mit dem Bassisten Sindre Solem nahm die Band die EP We're Rotting auf und veröffentlichte diese 2007. Bei den Aufnahmen zur EP, sowie der Split-Veröffentlichung Speed 'n' Spikes Vol. II war Glenn „Biffen“ Iversen als Sänger zur Band gekommen, dieser verließ jedoch 2008 die Band wieder. Letztlich übernahm Torp zusätzlich den Gesang. Später nahm die Band in ihrem eigenen Studio das Debütalbum Divinity of Death auf und veröffentlichten es über High Roller Records im Jahr 2010. Hierauf war Carl-Michael Eide als Gastmusiker zu hören. Der Veröffentlichung folgten verschiedene Auftritte, unter anderem auch auf dem Maryland Death Fest. Der Auftritt war Teil einer US-Tournee. Ebenfalls im Jahr 2010 spielte die Band auch in London auf dem Live Evil Festival. Anfang 2012 erschien über Indie Recordings das zweite Album Rise, Vulcan Spectre. Der Titel bezieht sich auf den römischen Gott Vulcanus. Das Album gewann den Spellemannprisen in der Kategorie „Metal“. Im selben Jahr spielte die Band auf dem Inferno Metal Festival Norway.

## Stil
Laut laut.de spielt die Band schnellen und harten Thrash Metal. Dem Album Divinity of Death könne man Einflüsse von Bands wie Destruction, Kreator, Sodom, Slayer, Venom und Death Angel anhören. Rise, Vulcan Spectre setze den Stil des Vorgängers fort. Auf dem Tonträger orientiere sich die Band stark am Thrash Metal der 1980er Jahre. Christian „Kick“ Holm gab in der Bandbiografie auf hrrecords.de Einflüsse wie Mutilator, Sepultura, Vulcano, Voivod, Trouble, Darkthrone, Repulsion, Emerson, Lake and Palmer, Rush, Magma, Cadaver, Deathhammer und Orcustus an. Die Texte bezögen sich meist auf die antike griechische Mythologie und die römische und griechische Geschichte. Gelegentlich gebe es aus alkoholbejahende Party-Lieder. Mit der Musik wolle man Alben wie Slayers Hell Awaits, Dark Angels Darkness Descends und Sacrifices Forward to Termination Tribut zollen. Im Interview mit Jakob Kranz vom Metal Hammer gab der Bassist Solem an, dass die Band rohen und finsteren Thrash Metal bevorzuge, weshalb auch die Produktion roh sein solle und die Band auf Click Tracks verzichte. Solem gab neben Aura Noir, dessen Mitglied Ole Jørgen Moe sein Nachbar war, Slayer-Alben wie Hell Awaits, Reign in Blood und Haunting the Chapel als Einflüsse an. Laut Tom Küppers vom Metal Hammer spielt die Band auf Rise, Vulcan Spectre Thrash Metal, der den Frühwerken von Possessed, Dark Angel und Venom entspreche. Der Klang sei fast originalgetreu den 1980er Jahren nachempfunden, inklusive der Klang der Tomtoms, die „muffig“ klängen. Küppers beschrieb die Musik als eine Mischung aus Celtic Frost, Slayer zu Zeiten von Hell Awaits und dem Gesang von Conrad Lant. Laut Tom Lubowski vom Metal Hammer klinge Visions Of Trismegistos wie „ein regelrechtes Dauerfeuer aus knüppelharten Drums gepaart mit zackigen Riffs“. Lubowski attestierte Nekromantheon eine Mischung aus „Teutonen-Thrash“ und „Satanistenpionieren“ wie Venom und Slayer zu sein und vergab 5 von 7 Punkten.

## Diskografie
- 2007: We're Rotting (EP, Støy Music)
- 2008: Speed n' Spikes Vol. III (Split mit Abigail, Relapse Records)
- 2010: Divinity of Death (Album, High Roller Records)
- 2010: Audiopain / Nekromantheon (Split mit Audiopain, Duplicate Records)
- 2012: Rise, Vulcan Spectre (Album, Indie Recordings)
- 2013: Nekrothrash (Split mit Deathhammer, Töxik Death und Carniwhöre, Demonhood Productions)
- 2021: Visions of Trismegistos (Album, Indie Recordings)